# 海韦什韦泽凯尼
海韦什韦泽凯尼，是匈牙利赫维什州所辖的一个村。总面积19.78平方公里，总人口627，人口密度31.7人/平方公里（2011年1月1日）。